# Cercle Ferroviaire des Territoires de Sologne et Touraine
L'association Chemin de Fer Touristique Sud Touraine (CFTST) est une association loi de 1901, aujourd'hui basée à Vierzon, créée en 2011. Elle a pour objet la restauration de deux autorails de type X 2100, mis à disposition par la SNCF sous forme de convention. L'objectif de l'association est d'organiser des circulations touristiques à bord des autorails sur le réseau ferré national.
Les autorails X 2100 sont conservés et restaurés dans le dépôt SNCF de Vierzon (Cher).

## Histoire

### Ligne de Port de Piles à Tournon-Saint-Martin
La ligne de chemin de fer Port de Piles - Tournon-Saint-Martin est ouverte en 1885 et 1886, elle fonctionne jusqu'en 2005.
À son origine, l'association avait pour ambition d'exploiter la ligne entre Descartes et Tournon-Saint-Martin, dans le département d'Indre-et-Loire.
Pour des raisons politiques, le projet est rendu impossible, et le CFTST se réoriente vers la préservation de matériels historiques dans le but d'organiser des circulations occasionnelles sur le réseau ferré national.

### Préservation des autorailsX 2100à Vierzon

Les X 2100 préservés par le CFTST sont présentés en gare de Vierzon le 14 septembre 2019

En 2018, après plusieurs mois de démarches administratives, l'association signe une convention avec SNCF pour une mise à disposition de deux autorails type X 2100, alors en fin de carrière sur le réseau du TER Bretagne. Le 1er mai 2018, les X 2124 et X 2141 entrent au dépôt de Vierzon et sont dès lors détenus par le CFTST, qui en assure la remise en état, l'entretien, et les prochaines circulations occasionnelles.
Le 14 et le 15 septembre 2019, l'association organise en Gare de Vierzon le 150e anniversaire de la ligne de Vierzon à Saint-Pierre-des-Corps, mobilisant autour de son événement et de ses activités la presse locale, les curieux et les passionnés de chemins de fer. Cet événement sera pour l'association l'occasion de présenter pour la première fois ses deux autorails au public.
Après de premières circulations à vocation historique et touristique au printemps 2021, et de nouveaux voyages à l'automne de la même année, le CFTST célèbre les 40 ans de son autorail X 2141 sur les lignes de la Bretagne. Ce périple de 11 jours sera l'occasion pour l'association de présenter sa remorque XR 6167 qui assure alors ses premières circulations sous l'égide CFTST. Ces circulations ont lieu du 3 au 13 juin 2022.

### Mission de préservation et d'animation du patrimoine ferroviaire et industriel local
Le CFTST, en partenariat avec SNCF, s'implique activement dans de diverses manifestations, et en particulier lors des Journées du Patrimoine. La première manifestation à laquelle le CFTST prend part avec son matériel roulant se tient à Nevers en septembre 2021. L'association projette de nouvelles manifestations sur son territoire à Vierzon à partir de 2022.

## Matériel roulant
L'association conserve et restaure depuis mai 2018 deux autorails de type X 2100, surnommés "boîtes à chaussure", en service à la SNCF de 1981 à 2018. Les deux autorails sont le X 2124 et le X 2141, et demeurent propriété de la SNCF.
En mai 2019, les deux autorails sont rejoints par la remorque XR 6167.